# Gabriel Zamora (líder agrario)
Gabriel Zamora Mora (Tamazula de Gordiano, Jalisco, 1897 - Municipio de Gabriel Zamora, Michoacán, 20 de noviembre de 1933) fue un panadero y líder agrario mexicano que enfrentó a los terratenientes de Tierra Caliente, Michoacán. Es conocido por liderar las revueltas sociales y huelgas obreras y campesinas relacionadas con el cardenismo que consolidaron la expropiación de tierras y posterior reparto de las mismas a los campesinos de Tierra Caliente.

## Biografía
Nació en Tamazula de Gordiano, Jalisco. Hijo de Valerio Zamora, panadero, y María de Jesús Mora, quien se dedicaba a la crianza de sus hijos. Al morir su esposa, Valerio y Gabriel, emigraron al estado de Michoacán buscando reunirse con familiares que vivían en Uruapan, que era un importante centro comercial de la época. Al contraer matrimonio con Rebeca Martínez, Gabriel decide trasladarse al poblado de Lombardía (Michoacán) y junto a su esposa, montan una pequeña tienda. 
Lombardía y Nueva Italia, a finales de los años veinte del siglo pasado, eran dos plantaciones dedicadas casi exclusivamente a la producción y refinación de arroz por medio de las más avanzadas tecnologías y equipo vigentes. Fundada por una familia de emigrantes italianos, con Dante Cusi Castoldi a la cabeza, compró tierras que habían sido desamortizadas y conformó las haciendas de Lombardía y Nueva Italia. Era tal la cantidad de arroz producida que en Europa se le llegó a conocer como el "Rey del Arroz", aunque también introdujo otros cultivos, como el limón. Fue a partir de la explotación que vivían los obreros en las haciendas de los Cusi, que Gabriel Zamora se interesó por la lucha social. Las propiedades, Lombardía y Nueva Italia, que ahora pertenecían a los herederos de Dante Cusi, fueron objetivos de distintos disturbios sociales y huelgas generales en el periodo de 1930-1933, que fueron parte del movimiento cardenista en el estado de Michoacán. Este movimiento tenía como principal objetivo la expropiación de tierras y el reparto agrario. Muchas de estas huelgas generales en las empresas agrícolas de los Cusi fueron violentas, puesto que a menudo hubo 'choques' entre los trabajadores inconformes y los propietarios que eran respaldados por otros trabajadores que estaban en contra del paro laboral. Así las huelgas no eran solo coyunturales, sino que provenían de conflictos agrarios y políticos mucho más estructurales que coyunturales. En esa época, como en la actualidad, "muchos hacendados de la época contrataban guardias blancas o milicias para batir cualquier brote de protesta." También los hacendados contaron con la ayuda del gobierno a través de destacamentos militares o jurídicamente, cuando declaraban ilegales las huelgas o los paros laborales.
Zamora Mora fue asesinado el 20 de noviembre de 1933 en la cuesta del Gacho, hoy conocida como Barranca Honda. Se dirigía a una manifestación organizada por los obreros dentro de las actividades de una de las Huelgas Generales, junto a Jesús Rincón, Atenójenes Cisneros y Francisco Anguiano Vargas, también líderes del movimiento, quienes resultaron heridos. La versión oficial habla de un asalto, pero para los obreros se trató de una emboscada.